# Agapanthia cardui
Agapanthia cardui es una especie de coleóptero de la familia Cerambycidae, subfamilia Lamiinae, que habita en la mayor parte de Europa, en el Oriente Próximo y en el este de la región paleártica. Es común en España.
Los adultos miden 6–14 milímetros y se encuentran de abril a julio, completando su ciclo de vida en un año.
Son polífagos en plantas herbáceas, principalmente se alimenta en Carduus nutans (de ahí le viene su nombre específico) y Silybum marianum, así como especies de Salvia, Urtica y Cirsium.

## Variedades
- Agapanthia cardui var. consobrina Chevrolat, 1840
- Agapanthia cardui var. marginalis (Mulsant), 1839
- Agapanthia cardui var. nigroaenea (Mulsant), 1839
- Agapanthia cardui var. peragalloi (Mulsant), 1862
- Agapanthia cardui var. ruficornis (Pic) Pesarini & Sabbadini, 2004